# Carlos Caldas
Carlos Manuel Simão da Silva Caldas OSE (Oliveira de Frades, 26 de junho de 1960 (64 anos)) é um cientista português. 
Cientista de renome, especializado nas áreas de Biologia molecular e genómica funcional do cancro, cancro da mama e do estômago, e oncologia (especialidade médica que estuda as neoplasias e a forma de como essas doenças se desenvolvem no organismo, buscando seu tratamento). 
É responsável pela disciplina de Oncologia Clínica na Universidade de Cambridge, onde também dirige o Cancer Genomics Program no Hutchison/MRC Research Centre. É consultor honorário em oncologia no Addenbrooke’s Hospital onde é director de investigação na Cambridge Breast Unit. O seu principal interesse clínico é o cancro da mama. Lidera o Cambridge NTRAC Centre e foi eleito, em 2004, Fellow da Academy of Medical Sciences.

Licenciado pela Faculdade de Medicina da Universidade de Lisboa, Carlos Caldas estagiou nas áreas de Medicina Interna e Medicina Oncológica nos E.U.A., nomeadamente na UT Southwestern Medical School, em Dallas, e no Johns Hopkins Hospital and University em Baltimore.
Em 1996 foi para Cambridge onde dirige um grupo de investigação sobre alterações genéticas, sublinhando a presença de tumor maligno em tecidos epiteliais humanos, com foco especial em cancro da mama e cancro gástrico.
Em 2002 foi nomeado professor. É Fellow do American College of Physicians e do Royal College of Physicians. É ainda membro do Clinical and Translational Research Committee of Cancer Research UK, do Medical and Scientific Advisory Panel of the Leukaemia Research Fund, do Scientific Advisory Board of IPATIMUP, e presidente do Steering Committee of the International Gastric Linkage Consortium.
Mais recentemente, Carlos Caldas tem-se dedicado a uma investigação, que tem por objectivo o uso de genomas (é toda a informação hereditária de um organismo que está codificada em seu DNA), transcriptomas (?) e proteomas (conjunto de proteínas que pode ser encontrado numa célula específica quando esta está sujeita a um certo estímulo) em aplicações clínicas no sentido de melhorar os prognósticos, a individualização de tratamentos e terapêuticas experimentais.
Tem publicado artigos em periódicos conceituados como o New England Journal of Medicine, o Nature Genetics, o Cancer Reseach, o Nature Medicine, entre outros. Mais recentemente, Carlos Caldas tem-se dedicado a uma investigação que tem por objectivo o uso de genomas, transcriptomas e proteomas em aplicações clínicas no sentido de melhorar os prognósticos, a individualização de tratamentos e terapêuticas experimentais.
“Será com muito prazer que serei membro do Conselho Cientifico da revista Ciencia Hoje. A divulgação séria da ciência é extremamente importante! Cumprimentos, Carlos Caldas” foi o que disse ao integrar o Conselho Científico dos estados unidos. 
	Interessa-se pelo, Breast Cancer genómica funcional. A taxonomia molecular dos cancros da mama revelou uma complexidade que sugere que diferentes cancros têm diferentes células de origem. A identificação e caracterização do câncer de células estaminais e as suas vias interrompidas é uma das nossas prioridades de investigação. Em paralelo, vamos continuar a validar prospectivamente prognósticos e preditivas assinaturas e alvos terapêuticos, com o objectivo de aplicação clínica. Colabora com Tony Kouzarides , Eric Miska Eric Miska e Paul Pharoah Paul Pharoah . 